# ɻ
Cette page contient des caractères spéciaux ou non latins. S’ils s’affichent mal (▯, ?, etc.), consultez la page d’aide Unicode.
Le r culbuté rétroflexe ou r crosse culbuté, (minuscule : ɻ) est une lettre additionnelle de l’écriture latine qui est utilisée dans l’alphabet phonétique international.

## Utilisation
Dans l’alphabet phonétique international, [ɻ] représente une consonne spirante rétroflexe voisée. Le symbole est proposé et adopté en 1973,.

## Représentations informatiques
Le r crosse culbuté peut être représentée avec les caractères Unicode (Alphabet phonétique international) suivants :
| formes    | représentations | chaînes de caractères | points de code | descriptions                             |
| --------- | --------------- | --------------------- | -------------- | ---------------------------------------- |
| minuscule | ɻ               | ɻ                     | U+027B         | lettre minuscule latine r crosse culbuté |